# Maîtres de la pagaie
Les Maîtres de la Pagaie est une compétition sportive de pirogue traditionnelle guyanaise créée en 2003 et qui a lieu sur le lac Bois Chaudat à Kourou en Guyane. Cette compétition est annuellement organisée par l'association Terre de Jeux.

## Éditions
La première édition des «Maîtres de la Pagaie» s'est déroulée sur la plage de la Cocoterai en 2003. Elle s'est ensuite transportée sur le plan d'eau du lac Bois Diable puis au lac Bois Chaudat à Kourou.
| Année | Date                | Nbre d'équipe          | Nbre de compétiteurs | Meilleure équipe - (H)=Hommes - (F)=Femmes - (m)=mixtes - (j)=juniors |
| ----- | ------------------- | ---------------------- | -------------------- | --------------------------------------------------------------------- |
| 2017  | 7 au 8 octobre 2017 | - 28 (en tout) - 3 (j) | ?                    | - Cariacou (H) - Bandidas (F) - Les Amazones (m) - Tig Di l'O (j)     |
| 2016  | octobre 2016        | ?                      | ?                    | - Cariacous (H) - Moïoema (F) - Faya Boto (m)                         |
| 2015  | octobre 2015        | ?                      | ?                    | - Faya Boto (m)                                                       |
| 2014  | octobre 2014        | ?                      | ?                    | - Coyote Girls (2eplace F) - Faya Boto (m)                            |
| 2013, | 5 et 6 octobre 2013 | ?                      | ?                    | - Coyote Girls (F)                                                    |
| 2012  | octobre 2012        | ?                      | ?                    | ?                                                                     |
| 2011  | octobre 2011        | ?                      | ?                    | ?                                                                     |
| 2010  | octobre 2010        | ?                      | ?                    | ?                                                                     |
| 2009  | octobre 2009        | ?                      | ?                    | ?                                                                     |
| 2008  | octobre 2008        | - 16 (H) - 6 (F)       | ?                    | - Caporaux Chef de la Légion (H) - Moïoema (F)                        |
| 2007  | octobre 2007        | ?                      | ?                    | ?                                                                     |
| 2006  | octobre 2006        | ?                      | ?                    | ?                                                                     |
| 2005  | octobre 2005        | ?                      | ?                    | ?                                                                     |
| 2004  | octobre 2004        | ?                      | ?                    | ?                                                                     |
| 2003  | octobre 2003        | ?                      | ?                    | ?                                                                     |